# Милан Димов
Милан Георгиев Димов е български учител, свещеник и обществен деец.

## Биография
Роден е около 1835 година в Пирот. Учи в Белградската Велика школа. От 1855 година е учител в Лозица, Никополско. В 1857 година е ръкоположен за свещеник при църквата „Свето Преображение“ в Свищов. През 1874 – 1914 година служи в църквата „Св. св. Кирил и Методий“ в Свищов, като продължава и да преподава.
По време на Руско-турската война от 1877 – 1878 година е преводач на руските войски. В 1886 година превежда от руски език брошурата „Разговор на Негово Блаженство Екзарх Йосиф І с един руски странник“, за което заедно със сина си Георги е съден от военен съд. Занимава се с фолклорни проучвания.